# Exeterboken
Exeterboken, även känd som Codex Exoniensis, är ett handskrivet manuskript innehållande fornengelsk diktning, antagligen nedtecknad under 900-talet. Boken donerades till den nygrundade katedralen i Exeter av dess förste biskop, Leofric. Ursprungligen tros boken ha haft 131 blad, av vilka de första 8 antagligen blivit utbytta. Exeterboken är den största bevarade samlingen fornengelsk text.
Innehållet består av ett trettiotal dikter och över 90 gåtor. Bland dikterna återfinns bland annat Deor och Widsith.